# ضورية
الضورية (الاسم العلمي: Zeidae) هي فصيلة من الأسماك تتبع رتبة الضوريات من طائفة الأسماك العظمية.

## أجناس
- الضوري